# Iwan Pribłudny
Iwan Pribłudny, właśc. Jakow Pietrowicz Owczarienko (ros. Иван Приблудный (Яков Петрович Овчаренко); ur. 1905, zm. 1937) – radziecki poeta.

## Życiorys
Pochodził z rodziny chłopskiej. W 1920 wstąpił jako ochotnik do Robotniczo-Chłopskiej Armii Czerwonej, walczył w dywizji Grigorija Kotowskiego. Od 1921 mieszkał w Moskwie, uczył się w szkole z internatem dla dzieci uzdolnionych. W latach 1922–1925 studiował w Wyższym Instytucie Literatury i Sztuki w Moskwie. 
Od 1923 był blisko związany Siergiejem Jesieninem, który wywarł na niego duży wpływ. Skłaniał się ku poetom nowochrześcijańskim. 
W latach 1931–1934 znajdował się na zesłaniu, w 1937 aresztowany i rozstrzelany.

## Wybrane prace
Zbiory poetyckich wierszy „Topol na kamnie” (ros. „Тополь на камне”), 1926, „S dobrym utrom” (ros. „С добрым утром”), 1931 i inne .